# ブレッロ
ブレッロ（伊: Blello  ( 音声ファイル)）は、イタリア共和国ロンバルディア州ベルガモ県にある、人口約100人の基礎自治体（コムーネ）。

## 地理

### 位置・広がり
ベルガモ県、ヴァル・ブレンバーナのコムーネ。県都ベルガモから北北西へ18km、州都ミラノから北東へ51kmの距離にある。

#### 隣接コムーネ
隣接するコムーネは以下の通り。
- コルナ・イマーニャ
- ヴァル・ブレンビッラ

### 地震分類
イタリアの地震リスク階級 (it) では、3 に分類される
。

## 行政

### 山岳部共同体
広域行政組織である山岳部共同体「ヴァッレ・ブレンバーナ山岳部共同体」  (it:Comunità montana della Valle Brembana)  （事務所所在地：ピアッツァ・ブレンバーナ）を構成するコムーネである。

### 分離集落
ブレッロには、以下の分離集落（フラツィオーネ）がある。
- Ghisalerio (sede comunale), Blello, Brevieno